# Chile en los Juegos Olímpicos de Berlín 1936
La participación de Chile en los Juegos Olímpicos de Berlín 1936 celebrada en Berlín, Alemania, fue la sexta actuación olímpica de ese país y la primera oficialmente organizada por el Comité Olímpico de Chile (COCh). La delegación chilena estuvo compuesta de 40 deportistas —39 hombres y 1 mujer— que compitieron en 8 deportes reconocidos por el Comité Olímpico Internacional (COI) en los Juegos Olímpicos de verano. La delegación chilena volvió a participar luego de ausentarse en los Juegos Olímpicos de Los Ángeles 1932.

## Atletismo

### Masculino
| Deportista       | Edad | Evento                            | Posición   |
| ---------------- | ---- | --------------------------------- | ---------- |
| Raúl Muñoz       | 20   | 400 mt Masculino                  | 5 h7 r1/4  |
| Miguel Castro    | 25   | 1500 mt Masculino                 | 10 h2 r1/2 |
| Juan Acosta      | 29   | Maratón Masculino                 | AC         |
| Walter Fritsch   | 24   | 400 mt Masculino Obstáculos       | 6 h5 r1/3  |
| Adolfo Schlegel  | 36   | Salto con Pértiga Masculino       | 24º        |
| Juan Reccius     | 25   | Salto Triple Masculino            | AC QR      |
| Anton Barticevic | 30   | Lanzamiento de Martillo Masculino | 17º        |
| Osvaldo Wenzel   | 24   | Decatlón Masculino                | 15°        |
| Erwin Reimer     | 22   | Decatlón Masculino                | AC         |

### Femenino
| Deportista      | Edad | Evento          | Posición  |
| --------------- | ---- | --------------- | --------- |
| Raquel Martínez | 28   | 100 mt Femenino | 5 h6 r1/3 |

## Baloncesto

### Masculino
| Deportista        | Edad | Evento           | Posición |
| ----------------- | ---- | ---------------- | -------- |
| Augusto Carvacho  | 22   | Octavos de final | 9º       |
| Eduardo Kapstein  | 22   | Octavos de final | 9º       |
| Eusebio Hernández | 25   | Octavos de final | 9º       |
| José González     | 21   | Octavos de final | 9º       |
| Luis Carrasco     | 22   | Octavos de final | 9º       |
| Luis Ibaseta      | 20   | Octavos de final | 9º       |
| Michel Mehech     | 20   | Octavos de final | 9º       |

## Boxeo

### Masculino
| Deportista        | Edad | Evento          | Posición |
| ----------------- | ---- | --------------- | -------- |
| Guillermo López   | 21   | Menos de 112 lb | 9º       |
| José Vergara      | 20   | 112-118 lb      | 9º       |
| Carlos Lillo      | 20   | 126-135 lb      | 5º       |
| Enrique Giaverini | 27   | 135-147 lb      | 17º      |

## Ciclismo
Cuatro ciclistas masculinos, representaron a Chile en 1936.
Ciclismo de carretera
- Jesús Chousal
- Jorge Guerra
- Rafael Montero
- Manuel Riquelme

Ciclismo de pista por equipos
- Jesús Chousal
- Jorge Guerra
- Rafael Montero
- Manuel Riquelme

Sprint
- Manuel Riquelme

## Esgrima

### Masculino
| Deportista             | Edad | Evento                       | Posición   |
| ---------------------- | ---- | ---------------------------- | ---------- |
| Tomás Goyoaga          | 38   | Florete individual masculino | 5 p4 r1/5  |
| César Barros           | 24   | Florete individual masculino | 6 p1 r1/5  |
| Hermógenes Valdebenito | 35   | Florete individual masculino | 7 p5 r1/5  |
| Tomás Barraza          | 28   | Espada individual masculino  | 10 p3 r2/4 |
| Ricardo Romero         | 36   | Espada individual masculino  | 6 p5 r1/4  |
| Ricardo Romero         | 36   | Espada por equipo masculino  | 3 p3 r1/4  |
| César Barros           | 24   | Espada por equipo masculino  | 3 p3 r1/4  |
| Tomás Barraza          | 28   | Espada por equipo masculino  | 3 p3 r1/4  |
| Julio Moreno           | 33   | Espada por equipo masculino  | 3 p3 r1/4  |
| Tomás Goyoaga          | 38   | Espada por equipo masculino  | 3 p3 r1/4  |
| Julio Moreno           | 33   | Sable individual masculino   | 6 p5 r2/4  |
| Efrén Galaz            | 24   | Sable individual masculino   | 5 p2 r1/4  |
| Tomás Goyoaga          | 38   | Sable individual masculino   | 5 p6 r1/4  |
| Efrén Galaz            | 24   | Sable por equipo masculino   | 3 p5 r1/4  |
| Tomás Barraza          | 28   | Sable por equipo masculino   | 3 p5 r1/4  |
| Ricardo Romero         | 36   | Sable por equipo masculino   | 3 p5 r1/4  |
| Julio Moreno           | 33   | Sable por equipo masculino   | 3 p5 r1/4  |
| Tomás Goyoaga          | 38   | Sable por equipo masculino   | 3 p5 r1/4  |

## Vela

### Masculino
| Deportista             | Edad | Evento                 | Posición |
| ---------------------- | ---- | ---------------------- | -------- |
| Erich Wichmann-Harbeck | 35   | Mixto una persona Bote | 4º       |

## Disparos

### Masculino
| Deportista     | Edad | Evento             | Posición |
| -------------- | ---- | ------------------ | -------- |
| Roberto Müller | 33   | Pistola libre 50 m | 14º      |
| Carlos Lalanne | 29   | Pistola libre 50 m | 16º      |
| Enrique Ojeda  | 32   | Pistola libre 50 m | 29º      |

## Natación

### Masculino
| Deportista          | Edad | Evento                  | Posición   |
| ------------------- | ---- | ----------------------- | ---------- |
| Washington Guzmán   | 17   | 400 m libre masculino   | 6 h4 r1/3  |
| Alfonso Casasempere | 26   | 100 m espalda masculino | 6 h5 r1/3  |
| Jorge Berroeta      | 18   | 200 m espalda masculino | AC h3 r1/3 |
| Carlos Reed         | 19   | 200 m espalda masculino | AC h3 r1/3 |